# هاينريش زانغر

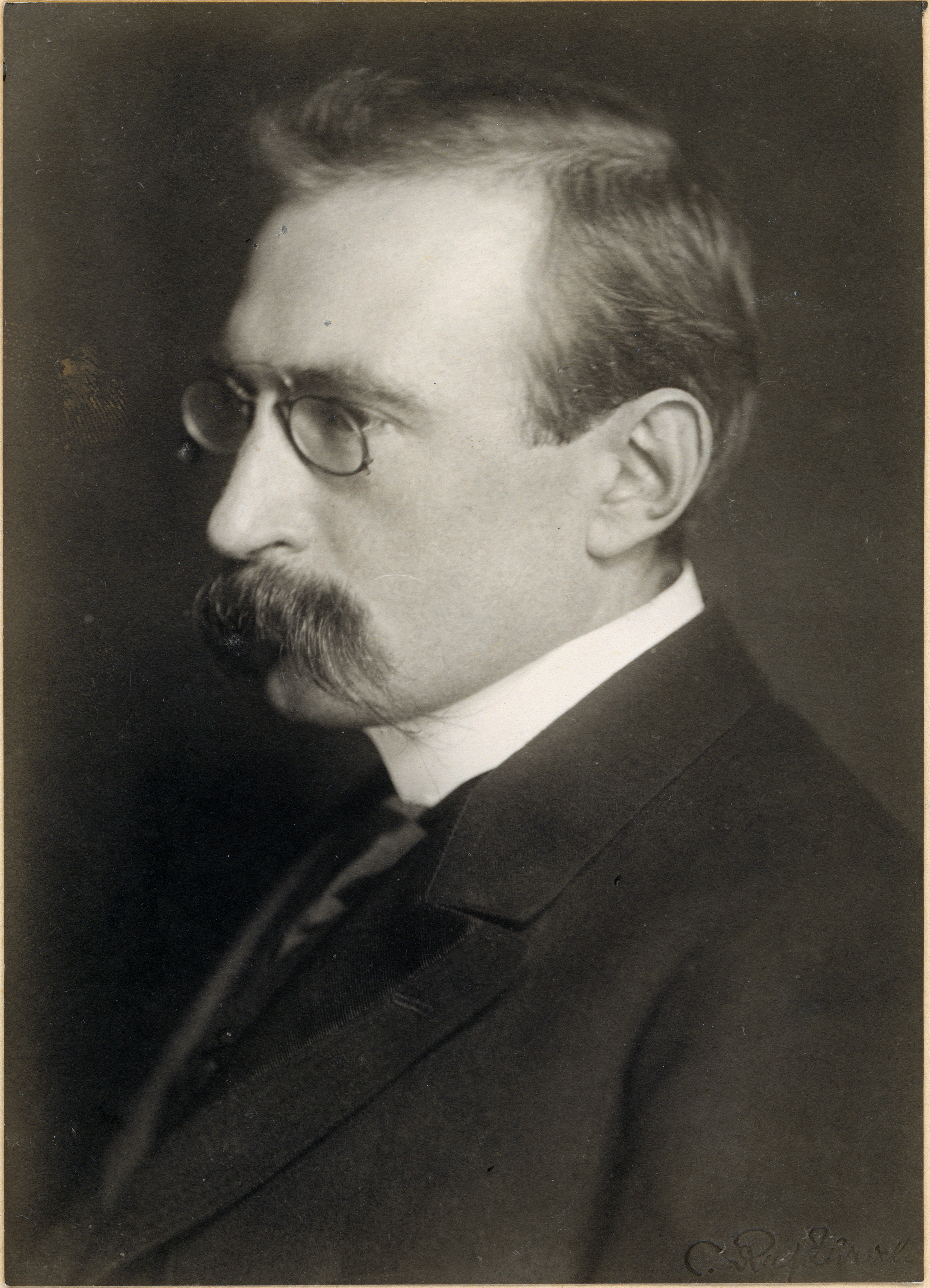

هاينرش زانغر (ولد 6 ديسمبر 1874 في بوبيكون ــ توفي في 15 مارس 1957 في زيورخ) كان عالم سموم سويسري.
درس زانغر الطب في جامعة زيورخ ونال درجة الدكتوراه في 19 فبراير 1902 (تقنيات صبغ الأنسجة بشكل عام و إمكانية إعادة تشكيل الخلايا بطريقة الصدمة الغير مميتة.)

## الجوائز والتكريمات
- 1924: جائزة مارسيل بينواست
- 1925: عضو من الأكاديمية الألمانية للعلوم ليوبولدينا